# Liste der Kulturdenkmäler in Silz (Pfalz)
In der Liste der Kulturdenkmäler in Silz sind alle Kulturdenkmäler der rheinland-pfälzischen Ortsgemeinde Silz aufgeführt. Grundlage ist die Denkmalliste des Landes Rheinland-Pfalz (Stand: 14. August 2023).

## Einzeldenkmäler
| Bezeichnung           | Lage                                                              | Baujahr         | Beschreibung                                                                                          | Bild            |
| --------------------- | ----------------------------------------------------------------- | --------------- | --- | --------------- |
| Grabmal und Wegekreuz | Hauptstraße, auf dem Kirchhof, zwischen Kirche und Pfarrhaus Lage | 19. Jahrhundert | Grabmal Pfarrer L. Karbeck, Kruzifix, um 1863; Steinkreuz, Arma-Christi-Typus, bezeichnet 1823 (Bild) | Fotos hochladen |
| Wegekreuz             | Hauptstraße, bei Nr. 69 Lage                                      | 1880            | Wegekreuz, Fünfwundentypus, bezeichnet 1880                                                           | Fotos hochladen |
| Wegekreuz             | östlich des Ortes an der L 493; Distrikt Am Mühlhübel Lage        | 1922            | Wegekreuz, Sandstein, bezeichnet 1922                                                                 | Fotos hochladen |
| Feldkreuz             | südlich des Ortes; Flur In den Bubenstücken Lage                  | 1872            | Feldkruzifix, bezeichnet 1872                                                                         | Fotos hochladen |
| Wegekreuz             | südwestlich des Ortes an der L 493 Lage                           | 1877            | Wegekreuz, Fünfwundentypus, bezeichnet 1877                                                           | Fotos hochladen |
| Wegekreuz             | südwestlich des Ortes an der L 493; Flur Altwiesen Lage           | 1879            | Wegekreuz, Fünfwundentypus, bezeichnet 1879                                                           | Fotos hochladen |